# Lypha maculipennis
Lypha maculipennis là một loài ruồi trong họ Tachinidae.